# Фридрих Јекелн
Фридрих Јекелн (2. фебруар 1895 — 3. фебруар 1946) је био СС-обергрупенфирер који је служио као СС и полицијски вођа у окупираном Совјетском Савезу током Другог светског рата. Јекелн је предводио једну од највећих скупина ајнзацгрупа и лично је одговоран за наређивање смрти преко 100.000 Јевреја, Словена, Рома, и других непожељних у Нацистичкој Немачкој.

## Други светски рат и масовна убиства
Када је почео Други светски рат, Јекелн је позван у активну службу у Вафен-СС. Служио је као официр у 2. пуку дивизије Мртвачка гава. Међутим, 1941. године је окончана његова служба на фронту, и Хајнрих Химлер га је пребацио да служи као виши СС и полицијски вођа источне Русије. У овој улози, Јакелн је преузео управљање и контролу над свим масовним убиствима и антипартизанским операцијама које су у његовом рејону спроводиле СС-ајнзацгрупе.
Јекелн је развио своје сопствене методе за убијање великог броја људи, што је постало познато као Јакелнов систем.
Имао је штаб људи где је свако био специјализован за различите стадијуме поступка. Примењен у масакру у Румбули, 30. новебмра и 8. децембра 1941, Јекелнов систем је функционисао на следећи начин:
1. Зихерхајтсдинст (СД) би одвео људе из њихових кућа у Ришком гету.
2. Људи одређени за смакнуће (обично Јевреји) би били организовани у колоне од 500 до 1000 људи и одведени на места за убијање око 10 km јужно.
3. Редарска полиција (Орпо) би одвела колоне до места за убијање.
4. Тамо би чекале три већ ископане јаме за симултана убиства.
5. Жртвама би била одузимана одећа и вредне ствари.
6. Жртве би пролазиле кроз шпалир чувара на путу до јама за убијање.
7. Убице би натерале жртве да легну лицем ка дну јарка, или чешће на лешеве оних управо убијених.
8. Свака жртва би била упуцана једном у потиљак из руског аутомата. Убице би или пролазиле кроз сам јарак пуцајући са раздаљине од два метра, или би стајале на врху ископине и одоздо пуцали на жртве. Свако ко не би био убијен би био просто закопан жив приликом покривања јаме.

Овај систем је називан паковање сардина. У Румбули, Јекелн је оба дана масакра посматрао убијање 25.000 људи. Показао се као ефикасан убица коме није био проблем да убије огромне количине ненаоружаних и чак нагих жена, деце и стараца. Једна од око троје преживелих масакра у Румбули, Фрида Михелсон је побегла претварајући се да је мртва док су жртве слагале своју обућу (касније су је спасили Јекелнови људи) преко ње:
Планина одеће ме је притискала. Тело ми је било утрнуло од хладноће и непокретности. Међутим, сада сам била потпуно свесна. Снег испод мене се истопио од топлоте мог тела. … Пар тренутака тишине. Онда из правца рова, дечји плач: 'Мама! Мама! Мамаа!'. Неколико пуцњева. Тишина. Убијено.
Дана 27. јануара 1942, Јекелну је додељена нацистичка медаља Крст за ратне заслуге (Kriegsverdienst или KVK) са мачевима за убијање 25.000 људи у Румбули У фебруару 1945, сад генерал Вафен-СС и полиције, Јекелн је постављен за командујућег добровољачког СС планинског корпуса а такође је служио као командујући заменских трупа и виши СС и полицијски вођа у југозападној Немачкој.

## Смртна казна
По окончању рата, Јекелна је, као и остале нацисте који су служили у Ришком војном дистрикту, заробила Црвена армија, и суђено му је пред совјетским војним судом у Риги, Летонија од 26. јануара 1946. године, до 3. фебруара 1946. године. Јекелн и остали оптужени су проглашени кривим, осуђени на смрт, и обешени у Риги, 3. фебруара 1946. године.